# Référendum de 2020 sur l'augmentation de la taxe sur le tabac au Colorado
Un Référendum de 2020 sur l'augmentation de la taxe sur le tabac a lieu le 3 novembre 2020 au Colorado. La population est amenée à se prononcer sur un projet de loi d'initiative parlementaire, dite Proposition EE, visant à augmenter les taxes sur les cigarettes et le tabac ainsi qu'a en créé une sur les produits à base de nicotine de type cigarette électronique, tout en dédiant les revenus de ces taxes à des programmes d'éducation et de santé publique.
La proposition est approuvée à une très large majorité.

## Résultats
| Choix                     | Votes     | %     |
| ------------------------- | --------- | ----- |
| Pour                      | 2 134 608 | 67,56 |
| Contre                    | 1 025 182 | 32,44 |
|                           |           |       |
| Votes valides             | 3 159 790 | 95,88 |
| Votes blancs et invalides | 135 876   | 4,12  |
| Total                     | 3 295 666 | 100   |
| Abstention                | 498 124   | 13,13 |
| Inscrits/Participation    | 3 793 790 | 86,87 |